# 奉還町商店街

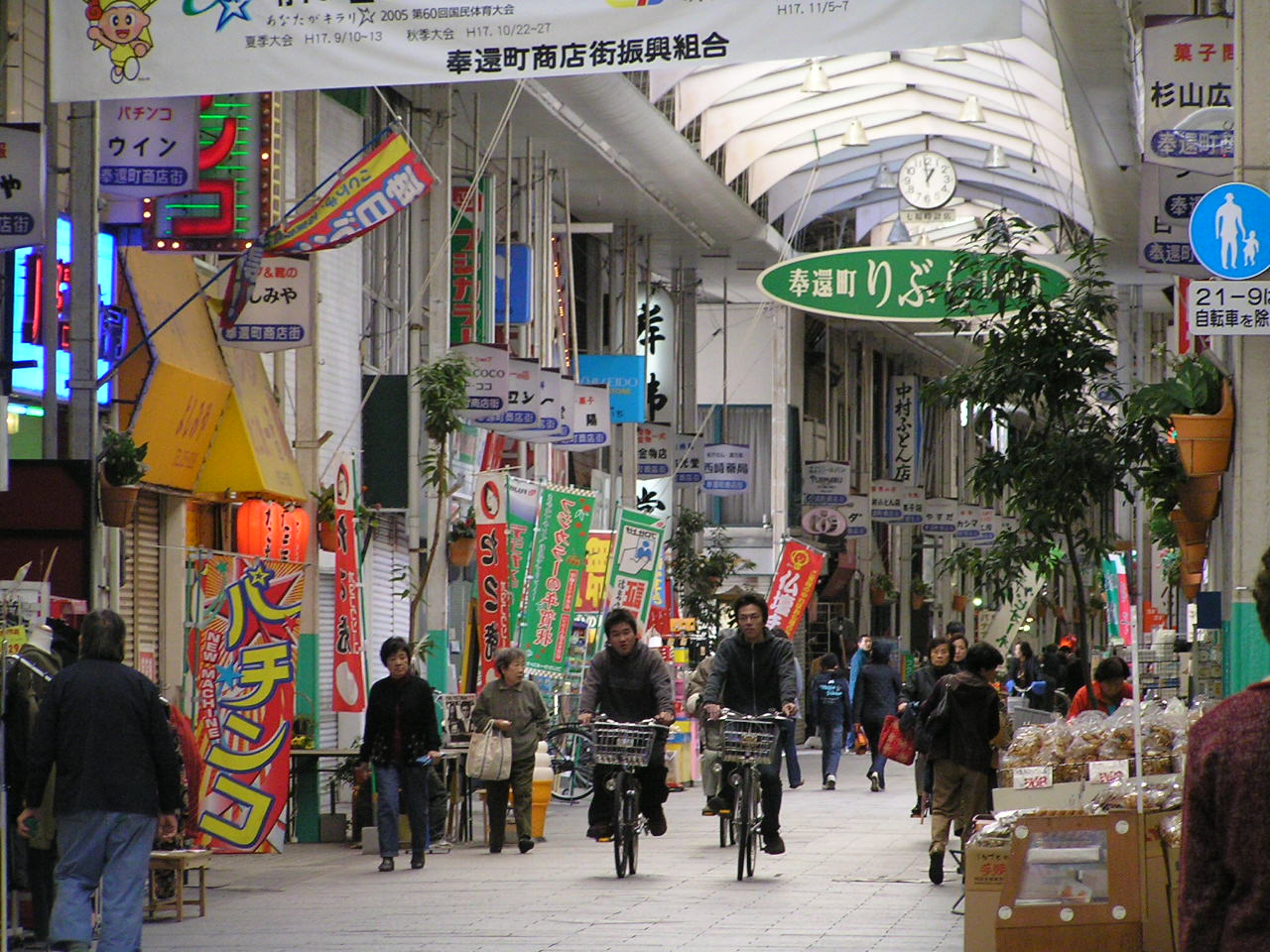
奉還町商店街（2005年）

奉還町商店街（ほうかんちょうしょうてんがい）は、岡山県岡山市北区奉還町周辺にある商店街である

## 由来
江戸時代は城下町外れの在郷町であったが、明治維新時に商店街が出来る。職を失った武士が、藩から与えられた奉還金を元手にこの地で商売を始めたのがその起源で名前もこのことに由来する。

## 概要
岡山駅西口周辺の西口筋（国体道路、市道奉還町駅元町2号線）から島田筋（市道いずみ町青江線）を超え、国道180号線に至るまでの全長約1kmである。厳密には国体道路で分断された、奉還町一丁目周辺を含み、また奉還町一丁目、奉還町二丁目が奉還町商店街で、島田筋を挟んだ奉還町三丁目、奉還町四丁目は西奉還町商店街である。また、これら全区間は山陽道旧街道の区間部分に相当する。
奉還町二丁目全体と奉還町三丁目の一部にアーケードがある。奉還町一丁目の山陽本線と津山線を挟んで東寄りに山陽旧街道の続路に相当する後楽園通りが伸びている。ただし、奉還町と後楽園通りの間に存在した万町踏切は1960年1月19日に廃止されて地下道となり、山陽道旧街道としては現在は分断された形になっている。（2輪車以下の車両、徒歩ならば地下道で繋がっている。）表町商店街と比較すると食料品店や雑貨店など地域生活に密着した店が多く休日に比べて平日の方がにぎわっている。

### 小・中学校の学区
公立の小・中学校に通学する場合、学区は次のように指定されている 。
| 区域         | 区域                                                                           | 小学校         | 中学校         |
| ------------ | ------------------------------------------------------------------------------ | -------------- | -------------- |
| 奉還町一丁目 | 1番～4番、5番1号～8号、19号、14番                                              | 石井小学校     | 石井中学校     |
| 奉還町一丁目 | 5番9号～18号、6番～13番                                                        | 岡山中央小学校 | 岡山中央中学校 |
| 奉還町二丁目 | 16番1号、8号～17号、17番20号、18番、19番                                       | 岡山中央小学校 | 岡山中央中学校 |
| 奉還町二丁目 | 上記を除く全域                                                                 | 石井小学校     | 石井中学校     |
| 奉還町三丁目 | 1番～20番、21番1号～6号、7号、24号、26号、28号                                 | 石井小学校     | 石井中学校     |
| 奉還町三丁目 | 21番8号、9号、13号、22番                                                       | 伊島小学校     | 京山中学校     |
| 奉還町四丁目 | 1番～15番、16番1号～10号、17番1号～7号                                         | 石井小学校     | 石井中学校     |
| 奉還町四丁目 | 16番12号、13号、15号～18号、20号～25号、17番10号、12号～15号、17号、18番～21番 | 伊島小学校     | 京山中学校     |

## 店舗
さまざまな飲食店が商店街周辺に軒を連ねており、『VOICE21』や『タウン情報おかやま』をはじめとする地元メディアに、よく取り上げられる老舗有名店が数多く存在・集中している。一時期はシャッター街化が問題となっていたが、現在はわずかではあるものの新規開店の店舗が増えている。
現在、商店街の中には大型核店舗は存在しないが、地元スーパー、ふじうらが奉還町二丁目の南側(創業地)(2016年閉店）と奉還町四丁目の北側(本社)(2016年民事再生法適用で他社が営業継続、店舗名は『パサージュ』へ変更)に店舗を構えている。またサンヨープレジャーの登記上本店(同時に高谷茂男の活動本拠にもあたる)も、この商店街の中の1店舗である。また奉還町二丁目のアーケード通り内に岡山木村屋が店舗を2店(二丁目1番地の奉還町東店と二丁目8番地の奉還町店)構えている。

## 周辺施設
- 岡山駅
- 岡山済生会総合病院
- フォーラムシティビル
  - 岡山コンベンションセンター（ママカリフォーラム）
- リットシティビル
  - （NHK岡山放送局・岡山市デジタルミュージアム・岡山全日空ホテル）
- オルガビル（オルガホール）
  - 生活協同組合おかやまコープ

## アクセス
岡山駅西口から徒歩4分。